# 케이 스튜어트
케이 스튜어트(KStewart, 1995년 1월 16일 ~ )는 잉글랜드의 싱어송라이터이다.